# Isola del Cocco
L'isola del Cocco (in spagnolo Isla del Coco) è un territorio situato nell'oceano Pacifico facente parte della Costa Rica e, più precisamente, della provincia di Puntarenas. Spesso chiamata la Galápagos costaricana, dista 532 km dalla terraferma, ha un'estensione di 23,85 km² e misura 7,6 km di lunghezza e 4,4 km di larghezza, presentando una forma approssimativamente rettangolare. Si tratta della più grande delle isole disabitate nel Pacifico e del punto meridionale più estremo dell'America del Nord. L'arcipelago più vicino è quello delle Galápagos, localizzato a diverse centinaia di chilometri a sud-ovest. L'isola vanta una discreta fama in virtù della leggenda secondo cui, in un punto imprecisato della stessa, giacerebbe un ricco tesoro ancora non scoperto.
Considerata parco nazionale dal 1978, è dominata in superficie da una fitta giungla, mentre sul fondale marino di roccia vulcanica proliferano alghe e coralli. La fauna locale è stata dichiarata protetta dal governo costaricano e, nel 1997, l'UNESCO ha incluso il luogo nella lista dei siti patrimonio dell'umanità.

## Storia
La scoperta del luogo da parte degli europei avvenne tra il 1526 e il 1542, ma le attività umane si intensificarono in concomitanza del XVII-XVIII secolo, ovvero il periodo in cui è inquadrabile l'"epopea dei pirati". Impiegata come porto sicuro dove ci si poteva rifornire di pesce, acqua dolce e legna per riparare le navi, è allora che, stando alle leggende, si procedette a disseminare l'isola di ricchezze incommensurabili, frutto delle svariate scorrerie dei filibustieri. Alla fine del XVIII-inizio XIX secolo, si è di fronte al periodo meno approfondito: l'isola funse da punto di appoggio per i balenieri e venne utilizzata come base di rifornimento. Dal 1791 al 1932 si visse la stagione dedicata alla descrizione scientifica e allo studio dell'isola: questa cominciò con la visita del naturalista Alessandro Malaspina e terminò con il viaggio di Allan Hancock sul motoryacht Venero III. Sempre in tale arco temporale, si eseguirono mappature dell'isola e si studiarono sia gli aspetti geologici sia quelli fauno-floristici.
Oltre all'interesse dal punto di vista naturalistico, trovò dal 1879 più sostegno la proposta di chi desiderava colonizzare il sito. Si effettuò infatti un tentativo di convertire il luogo in una prigione isolata dal mondo, per poi provare a convertirla in una colonia agricola. Entrambi i tentativi fallirono a causa della fragile connessione con la terraferma e delle difficoltà associate alla sopravvivenza umana nelle foreste pluviali tropicali nel 1912. Dal primo quarto del XIX secolo a oggi è partita la stagione della caccia al tesoro e del turismo. Si sono susseguite 300 spedizioni più o meno grandi e nessuna di esse, almeno a livello ufficiale, è terminata con un successo. L'ultima, capeggiata da John Hodges e Leonel Pacheco, setacciò l'isola del Cocco nel 1992 senza riportare alcun risultato utile.

### Antichità
È possibile che l'isola del Cocco fosse già nota alla popolazione indigena della Costa Rica molto prima della scoperta di questo luogo da parte degli spagnoli, ma non esistono prove a sostegno di tale tesi. Secondo Gonzalo Fernández de Oviedo y Valdés (autore tra l'altro della Historia general y natural de las Indias y Tierra Firme del mar Océano), il primo degli europei a sbarcare sull'isola fu un capitano spagnolo di nome Juan Cabezas. Nel primo riferimento all'isola su una mappa del francese Nicola Deliena (Nicolas Desliens), questa viene riportata come Isla de Coques, ma il nome potrebbe essere stato corrotto in maniera voluta o meno: le ragioni etimologiche sono ignote. Ulteriori indagini da parte dell'Impero spagnolo non furono effettuate perché l'isola era considerata deserta e strategicamente importante solo per il commercio oceanico.

### Leggende dell'isola del Cocco

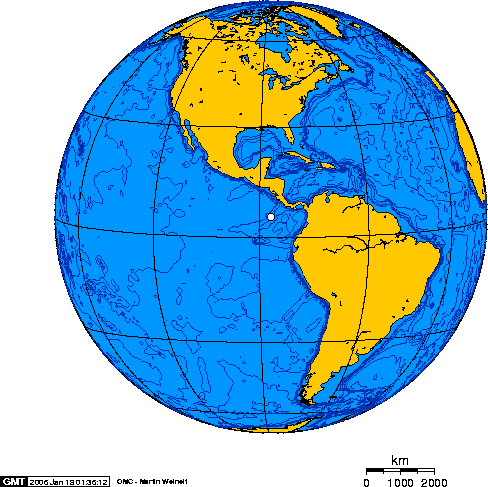
Isola del Cocco sulla mappa del mondo (proiezione ortografica)

Tutte le leggende legate all'isola sono accomunate da un concetto di fondo, ossia la presenza di un fantomatico tesoro che a oggi non è ancora stato rinvenuto.

#### Oro inca
Nel 1532, l'Impero inca (Tahuantinsuyo) si arrese agli spagnoli guidati da Francisco Pizarro. Sopra ogni cosa, i conquistadores erano interessati all'oro, elemento che abbondava a Cusco, la capitale sacra degli Inca. Si stima che nella città giungessero annualmente circa 15 000 arrobe d'oro e 50 000 d'argento per via di tasse, regali e bottino militare (un'arroba è pari a 11,5 kg): durante l'esistenza dell'impero, secondo varie stime, si era in presenza di 50 000-100 000 tonnellate di metalli preziosi. In virtù delle leggi in vigore nelle popolazioni locali, l'oro depositato a Cusco non poteva più essere esportato, ragion per cui nel corso dei secoli si accumularono ingenti ricchezze.
Uno dei combattenti che seguiva Pizarro in America descrive il cosiddetto "giardino aureo", uno dei più grandi capolavori dell'architettura inca, infine fuso in lingotti e finito alla corona spagnola, come segue:
Gli spagnoli sottrassero un bottino davvero incalcolabile a Cusco, convincendosi però che la parte più cospicua fosse loro sfuggita di mano. Infatti, dopo la conquista del Perù, il sovrano Manco II, incontrandosi con l'ambasciatore spagnolo, versò un bicchiere di chicchi di mais sul tavolo di fronte a lui e, alzandone uno, disse che quello era il solo oro in quel momento posseduto dagli spagnoli. Le altre riserve erano ben occultate agli stranieri e Manco fece una proposta alla controparte: indicargli la posizione a condizione che gli iberici lasciassero il Perù per sempre. Nonostante l'offerta allettante, l'ambasciatore preferì rifiutarla. Secondo una leggenda, prima della sua esecuzione, il sovrano supremo degli Inca, Atahualpa, riuscì a trasmettere al servo il suo ultimo ordine: portare via tutte le riserve rimaste e lasciare gli spagnoli con un palmo di naso. In effetti, il metallo prezioso tanto bramato ottenuto dai conquistatori dopo la morte di Atahualpa fu pressoché pari allo zero.
L'avventuriero tedesco August Gissler, fondatore della colonia agricola dell'isola di Cocco, era fermamente convinto che i tesori inca (o la maggior parte di essi) fossero nascosti al largo delle spiagge dell'odierna Costa Rica. Non si sa su quali basi si reggesse la sua ipotesi, ma quel che è certo è che il tedesco si mise alla ricerca del bottino rassegnandosi solo un ventennio dopo, quando dovette abbandonarla a mani vuote.

#### Henry Morgan
Il secondo ricco tesoro presumibilmente appartenne al leggendario pirata britannico Henry Morgan, il quale lo nascose lì nella seconda metà del XVII secolo. Nel 1668 conquistò il porto panamense di Portobelo, dove accumulò tutto l'oro ottenuto prima di essere inviato in Spagna. Nei tre anni successivi, le città di Maracaibo e Panama divennero il suo bottino di guerra e proprio dopo aver saccheggiato questi insediamenti si guadagnò la fama di leggendario pirata. A differenza di molti altri, Morgan donò scrupolosamente la parte assegnata del bottino al re inglese Carlo II e per questo, alla fine della sua carriera corsara, fu nominato cavaliere e governatore della Giamaica. La leggenda narra che qualche tempo dopo Carlo II fu informato del fatto che Morgan stesse nascondendo la maggior parte dell'oro rubato e lo avesse seppellito sull'isola del Cocco. Il re d'Inghilterra convocò il corsaro a Londra, al fine di scoprire l'ubicazione del tesoro. Morgan sarebbe riuscito tuttavia a fornire al re prove esaurienti della falsità delle accuse mosse contro di lui: nel 1688 morì dunque come corsaro e "statista". Il segreto del suo tesoro rimane ancora irrisolto.

#### William Dampier

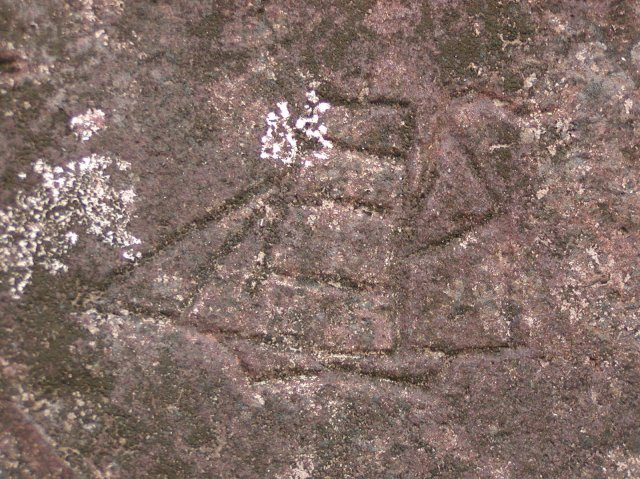
Una nave scolpita su una roccia. Secondo la leggenda, si tratterebbe di un punto di riferimento per trovare tesori.

William Dampier fu di certo uno dei bucanieri, oceanografi e letterati più famosi del suo tempo, oltre a essere il primo uomo al mondo a circumnavigare per tre volte il globo terrestre. Egli definì nei suoi scritti il mar dei Caraibi il suo preferito: dopo una serie di incursioni di successo compiute negli insediamenti costieri, sbarcò sull'isola del Cocco, in seguito divenuta la sua residenza. Fu lì che il pirata nascose la maggior parte dell'oro saccheggiato. Il re spagnolo promise grosse ricompense per chi avesse ucciso i pirati inglesi più conosciuti, tra cui Dampier, ma questo spinse solo criminali disorganizzati a tentare un'impresa molto difficile da compiere autonomamente: gli sbarchi sulla costa della base operativa di Dampier divennero più frequenti e il bottino in mano sua accrebbe.
In seguito, William Dampier lasciò la zona e si diresse verso l'oceano Indiano. Lungo la strada, sbarcò forse in Australia e, nel 1691, l'uomo fu insignito del titolo di cavaliere e si stabilì a Londra.

#### Benito Bonito
L'ex capitano della Royal Navy britannica Bennet Graham, il quale adottò lo pseudonimo di Benito Bonito, secondo la leggenda, si scontrò verbalmente con l'ammiraglio Horatio Nelson, dopo che Graham venne estromesso dalle promozioni e dalle ricompense dopo la battaglia di Trafalgar, issò il Jolly Roger sul suo galeone e fece vela per l'isola del Cocco, scegliendola come luogo ideale per dirigere le sue operazioni. Nel 1819, assieme a una banda di delinquenti, Benito sbarcò sulla terraferma, depredò un convoglio carico d'oro, diretto da Città del Messico ad Acapulco, e tornò sull'isola. Lì, in una grotta inaccessibile dal mare, gli uomini al suo servizio realizzarono un nascondiglio affidabile, a cui si poteva accedere solo addentrandosi in un punto preciso situato nella parte più fitta della foresta tropicale, il quale, seguendo uno stretto passaggio scavato nella roccia, conduceva fino alle ricchezze. Nel 1820, Bonito, soprannominato "Spada Insanguinata", fu giustiziato sul ponte di una nave da guerra inglese.

#### Tesoro di Lima

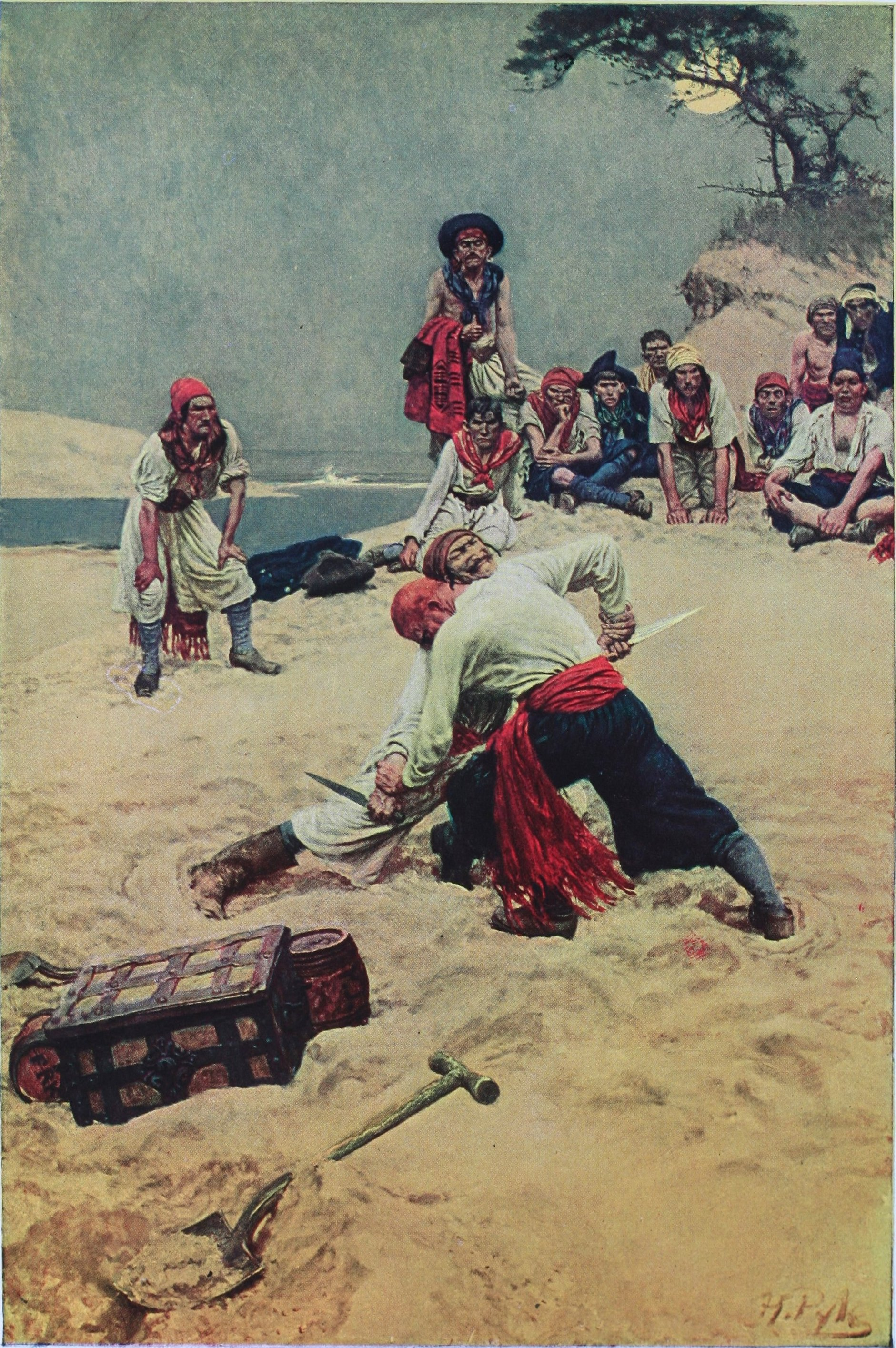
Illustrazione di una lotta tra pirati per un forziere tratta dal libro dei pirati di Howard Pyle

Il più famoso racconto legato all'isola del Cocco è la cosiddetta leggenda dei "tesori di Lima". Secondo tale storia, durante la guerra d'indipendenza del Perù e nel corso della vittoriosa offensiva del generale José de San Martín nella capitale dell'allora colonia Callao, furono accumulati i beni dei nobili spagnoli appena allontanati e una parte di quelli posseduti dal clero. Tra questi rientrava la statua della Vergine Maria (a grandezza naturale) con suo figlio tra le mani in oro zecchino. L'incarico di riprenderla fu affidato al capitano inglese William Thompson, il cui brigantino Mary Dear in quel momento era ancorato al porto di Callao. In cambio, gli spagnoli promisero al corsaro una grande ricompensa, a patto che ovviamente lo restituisse alla corona iberica. Ufficialmente, l'operazione venne fatta passare come recupero di documenti di Stato, per cui si predisposero numerosi soldati spagnoli. La tentazione era troppo grande per Thompson, che uccise i soldati e il prete a bordo, gettandone i cadaveri in mare e facendo rotta verso l'isola del Cocco. Approdati lì, i pirati seppellirono il tesoro suddividendolo in dodici casse. La nave di Thompson fu però avvistata dagli spagnoli, i quali giustiziarono l'equipaggio, eccetto Thompson e un suo compagno, a patto che rivelassero il luogo dove era stata sepolta la refurtiva. Approdati di nuovo sulla terraferma, Thompson e il suo compagno riuscirono però a fuggire e furono poi tratti in salvo da una nave giunta in cerca d'acqua potabile. Il compagno morì di febbre qualche mese dopo e il capitano mantenne il segreto del tesoro, ragionevolmente credendo che questo sarebbe stato sepolto con lui.

### Caccia alle balene
Il tempo della caccia alla balena cade a cavallo tra la fine del XVIII e l'inizio del XIX secolo. Tale periodo è abbastanza ben descritto, ma alcuni documenti disponibili sono ancora in attesa di essere studiati e di essere approfonditi. A spingere i balenieri fino all'isola di Cocco furono probabilmente i numerosi globicefali e megattere presenti in queste acque. Le navi necessitavano inoltre di fare rifornimento di acqua dolce, legno per le riparazioni navali e legna da ardere. Tuttavia, secondo una leggenda, furono i balenieri stessi a recuperare dall'isola uno degli sfortunati cacciatori di tesori, il capitano Kitting.

### Periodo di descrizione scientifica e mappatura dell'isola

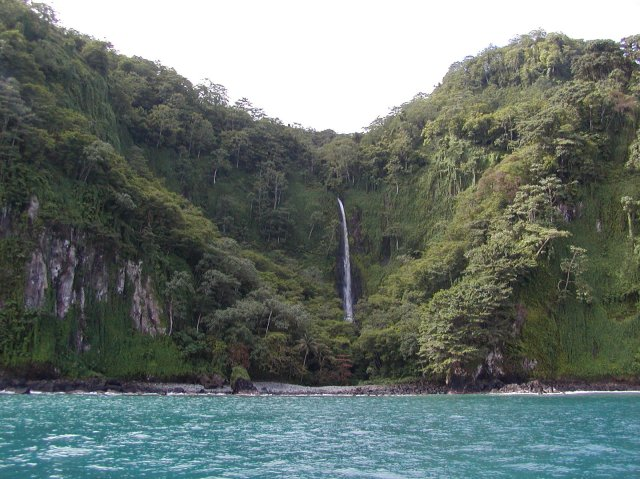
Una delle molteplici cascate presenti sull'isola del Cocco

Alla fine del XVIII secolo, la corona spagnola si occupò seriamente del problema della mappatura e della descrizione delle colonie d'oltremare. Pertanto, la spedizione di Alessandro Malaspina fu inviata in Sud America (e tra le altre cose - nell'isola di Cocco) su due imbarcazioni, la Descubierta e la Atrevida. Poiché in seguito, per ordine del re spagnolo, Malaspina dovette cambiare rotta e dirigersi a nord, la spedizione poté solo mappare l'isola e raccogliere qualche materiale geologico da poter studiare in seguito.
Nel 1795, sir George Vancouver, su ordine dell'Ammiragliato britannico sulle navi Discovery e Chatham, si recò alla ricerca del passaggio a nord-ovest e lungo la strada si fermò all'isola del Cocco. La spedizione permise di eseguire un rilievo cartografico e di redigere una cartina del posto. Il successivo esploratore a giungere in loco, Edward Belcher, a bordo delle navi Sulphur e Starling, fu in grado di determinare la temperatura delle acque e si impegnò a misurarne la profondità. Più tardi, dopo aver visitato l'Ecuador, Belcher catturò un enorme coccodrillo con l'aiuto di un giavellotto scagliato dal ponte della nave.
Per conto del Dipartimento della pesca degli Stati Uniti, lo zoologo marino Alexander Agassiz apparve al largo dell'isola nel 1888 a bordo dell'Albatross. Le sue collezioni furono poi donate al museo di zoologia comparativa di Harvard. La spedizione ornitologica anch'essa statunitense Hopkins-Stanford sulla nave Julia Whalen nel 1899 scoprì tre specie endemiche: il nesotricco, il cuculo e il fringuello. Un'altra spedizione avviata dall'Accademia di scienze della California, stavolta indirizzata ad approfondire le conoscenze entomologiche sul luogo, a bordo della nave Academy giunse in loco nel 1905 prima di raggiungere le isole Galápagos e catalogò una vasta collezione di insetti locali, ma dovette far ritorno anzitempo a causa di un devastante terremoto verificatosi a San Francisco.
Nel 1924 l'isola fu ispezionata da un gruppo di esploratori inviato dal British Museum a bordo del Saint George: a dirigere le operazioni era Cyril Crossland. Anche il milionario William Vanderbilt II visitò due volte l'isola sui suoi yacht Eagle e Ara negli anni 1921-1928 durante i suoi giri del mondo, così come nel 1930 Vincent Astor, che la raggiunse sulla nave Normal. Nel 1932, anche un altro privato, lo zoologo marino Allan Hancock, salpò per l'isola a bordo dell'imbarcazione a motore Velero III, riuscendo a compilare una ricca collezione di crostacei marini.

### Tentativo di costituzione di una colonia
Nel decennio 1870-1880, considerata la posizione remota, si decise di convertire l'isola in una prigione di massima sicurezza. La colonia, composta da esiliati, esistette solo per tre anni (1879-1881), in particolare per via del debole collegamento con la terraferma, oltre che per i numerosi serpenti velenosi e le zanzare portatrici di febbre gialla.
Nel 1897, il governo della Costa Rica nominò l'avventuriero e cacciatore di tesori tedesco August Giessler come primo governatore dell'isola del Cocco e gli permise di stabilirvi una colonia agricola. Gissler si recò sul posto con la ferma convinzione che i tesori di Atahualpa fossero lì custoditi, ma scelse di non agire in fretta e di seguire invece un preciso metodo per ricercarli. Prima di tutto, Gissler si occupò di creare una fattoria dove sarebbe stato possibile coltivare ortaggi e raccogliere pesce per fare scorte future. Dopodiché, l'isola fu ripartita in cento quadrati e Gissler scandagliò metodicamente ciascuno di essi finché la vanga non incontrava la base rocciosa. Egli dedicò quasi venti anni a questo lavoro, trovando solo sei monete d'argento. Forse questo risultato convinse Gissler della futilità di ulteriori tentativi e, a maggior ragione dopo la morte della moglie, non volle restare in Costa Rica: a quel punto decise di lasciare l'isola inospitale, consigliando a eventuali futuri cercatori d'oro di non perdere tempo alla ricerca del leggendario tesoro.

### La caccia al tesoro nel XIX-XX secolo
Il periodo più recente nella storia dell'isola inizia nel primo quarto del XIX secolo, con l'arrivo della prima spedizione di cacciatori. Da allora, più di 300 avventurieri si sono prodigati per reperire le ricchezze nascoste; l'interesse per l'"isola del tesoro" nel corso del tempo è svanito o è divampato con varia frequenza.
La mappa di Thompson, che avrebbe lasciato prima della sua morte al suo amico Fitzgerald, fu copiata e rivenduta molte volte ma, per quanto si sa, non ha ancora portato al successo. Alla fine, cominciarono ad apparire discrepanze tra le varie versioni, dovute a errori di copia e falsificazione voluta: in alcune versioni della copia, la "grotta d'oro" era infatti segnata ai piedi di una delle montagne nelle profondità dell'isola, in altre in una grotta sottomarina e in altre nel sottosuolo. La rivendita della "mappa dei pirati" ha spesso trovato acquirenti e ora è persino disponibile su Internet. Dopo una fase molto frenetica avvenuta dopo la morte di Fitzgerald, durante la quale si rivendeva la carta con il pretesto di non essere in grado di raccogliere fondi per la ricerca del tesoro, si verificò una pausa fino alla metà del secolo. L'interesse per i tesori dell'isola del Cocco si fece risentire dopo l'apparizione a San Francisco di una donna che si spacciava per Mary Welch, la donna nella vita della Spada Insanguinata. Secondo la sua versione, Benito Bonito la rapì da casa diciottenne, per poi trascorrere diversi anni navigando con il pirata sul galeone Relampago, fino a quando il brigantino dei pirati non fu sequestrato dagli inglesi. Dopo che Bonito penzolò dalla forca, Mary fu condannata ai lavori forzati in Tasmania; liberata, decise di organizzare una spedizione per dissotterrare il tesoro, nascosto in un punto da lei conosciuto. Mary aveva con sé un'altra mappa dei pirati, forse donata dallo stesso Bonito. I finanziatori erano relativamente facili da trovare e nel 1854 Mary Welch giunse all'isola del Cocco sul piroscafo Francis L. Steele. Tuttavia, durante l'esplorazione, affermò che il terreno e il paesaggio erano troppo mutati da allora: coloro che avevano accompagnato la donna decisero di non ritirarsi e proseguirono la loro ricerca alla cieca: tuttavia, nonostante avessero creato una dozzina di tunnel e miniere nella roccia, non trovarono nulla. Al di là del fallimento, i racconti sulla vendita di un'altra "mappa pirata" a Mary Welch fruttarono un bel gruzzolo, che le consentì di vivere serenamente il resto dei suoi giorni.

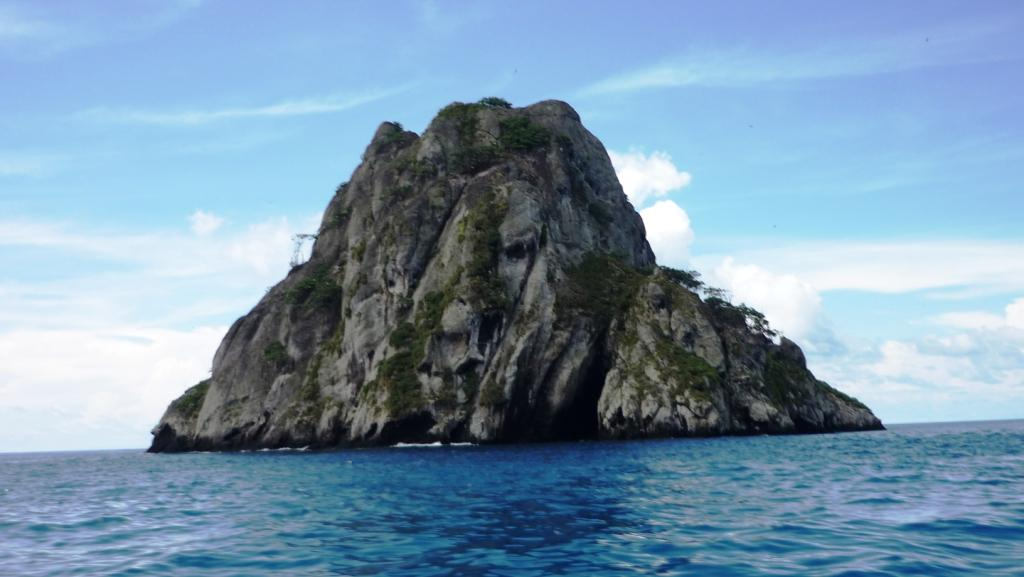
Isla Manuelita, la maggiore del piccolo arcipelago che circonda l'isola del Cocco

Nel 1926, il famoso pilota di auto da corsa Malcolm Campbell visitò l'isola, dotato di un'altra copia della mappa di Thompson. Si ritiene che investì 40 000 sterline nell'organizzazione della spedizione, ma dopo un mese lasciò la zona, ovviamente a mani vuote. Anche il milionario americano William Vanderbilt II si cimentò nell'impresa senza ottenere alcun risultato significativo.
Nel periodo dal 1935 al 1940, il presidente degli Stati Uniti Franklin Delano Roosevelt visitò l'isola tre volte senza interessarsi ai tesori: mentre egli cercava la quiete nella natura del luogo, le sue guardie e gli assistenti braccarono l'intera isola (scherzando tra di loro su cosa avrebbero fatto se avessero tirato fuori una pentola d'oro) e anche loro non trovarono alcunché.
Nel 1950, un coltivatore di agrumi della California di nome Forbes tornò sull'isola cinque volte, sempre guidato dalla mappa di Thompson. Forbes si considerava un discendente del famoso pirata e, avendo venduto la fattoria nella speranza di un rapido arricchimento, investì tutti i soldi nell'organizzazione della ricerca. Tuttavia ad un certo punto capì di aver preso una decisione sbagliata e si arrese.
L'inglese Albert Edwards giunse in Costa Rica tre volte. Smise di cercare nel 1953, dicendo ai giornalisti:
Alcuni dei più sprovveduti o meno attrezzati cercatori di tesori persero la vita proprio sull'isola. La più famosa delle tragedie avvenne nell'estate del 1962, quando un gruppo di francesi, composto dallo speleologo Robert Vergnes, dal giornalista Jean Portell e dallo scrittore Claude Charlier sbarcò sull'isola del Cocco. Essi si preoccuparono di pubblicizzare quanto più possibile i loro propositi di ricerca dell'oro dei pirati, sperando che, anche se il tesoro non fosse stato ritrovato, i costi della spedizione sarebbero stati compensati con le proposte di pubblicazione di libri di testo e la partecipazione a programmi televisivi e radiofonici. La realtà fu ben diversa: mentre stavano esaminando la profonda grotta della baia di Chatham (Vergnes era sicuro che il tesoro fosse nascosto lì), il gruppo fu forse sbalzato dall'imbarcazione e, a seguito di circostanze misteriose, l'unico che sopravvisse fu Vergnes. Solo due mesi dopo, una nave che passava di lì per caso portò in salvo Vergnes dall'isola. Il francese ci tornò nel 1973, ma la grotta era leggermente variata per via di alcuni sgretolamenti e dovette tornare. In seguito, egli descrisse la sua avventura nell'opera La Dernière île au trésor (L'ultima isola del tesoro).
Sull'isola ci sono alcuni soldati che accompagnano i cacciatori di tesori: questi ultimi devono finanziare i primi a proprie spese, come ha statuito una legge emessa dal governo costaricano. Inoltre, sempre secondo le disposizioni dell'esecutivo, semmai il tesoro dovesse venire estratto, allo Stato dovrà andare il 50% del bottino.

### Incongruenze nelle leggende sul tesoro
Non esistono informazioni sul tesoro inca, frutto della sola convinzione di August Gissler che questo si trovasse sull'isola in questione. Da dove il tedesco estrapolò queste informazioni non è noto, ma la sua epopea ventennale e soprattutto i risultati sono abbastanza eloquenti.
Per quanto concerne Henry Morgan, si sa per certo che non solcò mai tali acque. Le sue incursioni furono tutte effettuate nell'oceano Atlantico e non nel Pacifico, mentre l'unico capace di circumnavigare l'America meridionale e di sfuggire alle navi da guerra spagnole, fu Francis Drake. Dunque, è plausibile che abbia iniziato a diffondersi tra i marinai un racconto legato alla remota isola sulla base di mere congetture per poi trasformarsi nella leggenda del tesoro Morgan.
Quanto a Benito Bonito, vi sono troppe incongruenze nella storia di Mary Welch: secondo la donna, il futuro pirata la rapì poco dopo la battaglia di Trafalgar nel 1805, ma ella compì invece diciotto anni un quindicennio più tardi. Inoltre, nei documenti superstiti del processo alla banda di Benito Bonito, non si fa menzione di Mary, del suo processo e della sua condanna. Alla luce di simili considerazioni, può presumersi che l'avventuriera abbia inventato la sua storia dall'inizio alla fine, volendo incassare la vendita di una "mappa dei pirati" e riuscendo abbondantemente nell'intento.
Ancor meno informazioni si reperiscono sui "tesori di Lima". In nessun documento conservato negli archivi spagnoli si fa menzione di un carico di tesori portato su una nave inglese, o dell'invio di una fregata all'inseguimento di Thompson verso l'isola del Cocco. Inoltre, la statua di due metri della Vergine Maria e del Bambino, presumibilmente nascosta in uno dei depositi, è ancora nella cattedrale di Lima e, secondo le assicurazioni delle autorità locali, non fu mai spostata perché l'esercito del generale José de San Martín non voleva inimicarsi la chiesa facendo ingresso in una sua proprietà. Pertanto, è logico presumere che una simile storia sia in ogni suo elemento una fantasia. L'unico che effettivamente visitò l'isola del Cocco fu William Dampier: la sua nave The Bachelor's Delight più di una volta gettò l'ancora nella baia di Wafer, il cui nome stesso deriva da un membro dell'equipaggio. Ciononostante, non vi sono prove che facciano dedurre con certezza la presenza di un bottino lasciato in loco da Dampier.

## Geografia fisica

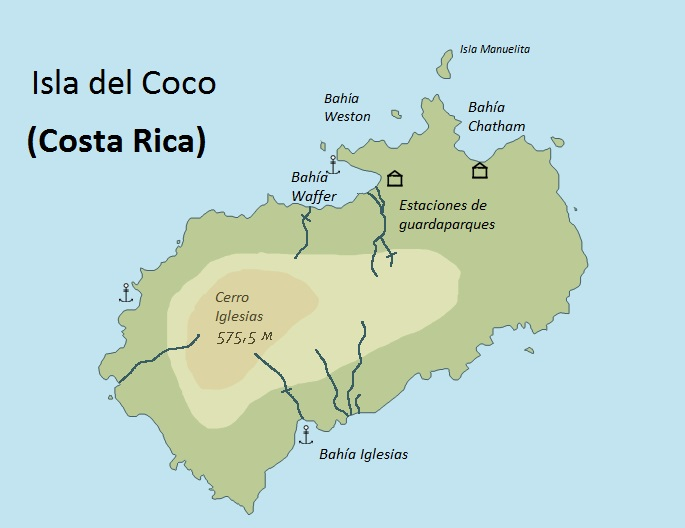
Mappa geografica dell'isola

L'Isla de Coco appartiene alla Costa Rica e fa parte della provincia di Puntarenas, formando una propria unità amministrativa, ovvero un cantone di Puntarenas tra i tredici esistenti. Situata nell'oceano Pacifico, a più di 500 km dalla terraferma, si estende per 23,85 km² ed è caratterizzata da una forma vagamente rettangolare, con il lato minore che misura 3 km e corre da sud a nord, quello maggiore lungo invece 8 km. Essa non è mai stata collegata a un continente, ragion per cui la flora e la fauna presenti sono giunte perlopiù grazie alla dispersione a lungo raggio dall'America.
Le alture si trovano principalmente sulla costa, mentre la parte centrale è una pianura situata a circa 200–260 m sul livello del mare. La costa è fortemente frastagliata e si distinguono due grandi baie: Chatham sul lato nord-orientale e Wafer a nord-ovest. I fiumi più lunghi sono il Genio e il Pittier, i quali sfociano entrambi nell'oceano nella zona della baia di Wafer. Si contano circa 200 cascate, ma queste aumentano nella stagione delle piogge.

### Geologia

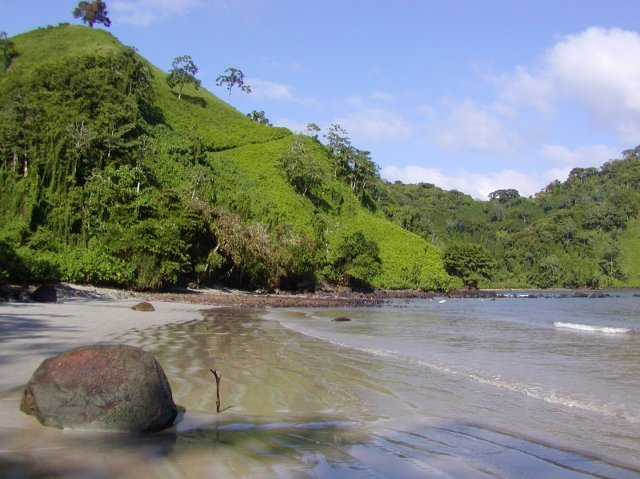
Spiaggia di Chatham, una delle due grandi baie

Alla base dell'isola si trova la placca litosferica Cocos, da cui il nome del luogo. Una datazione radiometrica potassio-argon ha stabilito che l'età delle rocce locali più antiche si aggira tra gli 1,91 e i 2,44 milioni di anni (tardo Pliocene). In larga misura, l'isola del Cocco è composta da basalto, andesite e labradorite, il che consente di determinare con sicurezza la sua origine vulcanica: la lava solidificata eruttata, la quale compone la superficie dell'isola, proviene da un cratere che si trovava una volta al di sotto del livello dell'oceano. Si è di fronte dunque a un classico esempio di hotspot, un caso simile a quello delle Hawaii (con l'unica differenza che qui si è di fronte a un vulcano spento). L'isola è perlopiù montuosa e il punto più elevato è Cerro Iglesias, il quale si innalza 634 m sul livello del mare.
Lo strato di copertura del suolo si è formato a seguito dell'erosione della roccia causata dagli agenti atmosferici e, in sostanza, si tratta di una miscela di argilla, sabbia e piccole pietre (il cosiddetto "entisol"). Si distingue per una reazione acida, a causa del sistematico dilavamento delle basi, soprattutto sui pendii delle montagne, dove l'erosione non è arrestata dalla vegetazione.

### Clima
L'isola si trova nella cosiddetta zona di convergenza intertropicale, ragion per cui il tempo meteorologico è spesso nuvoloso, con frequenti rovesci tutto l'anno, leggermente meno numerosi da gennaio a marzo e da settembre a fine ottobre. Le temperature sono elevate ma senza eccessi e stabili tutto l'anno, con un periodo leggermente più caldo da febbraio ad aprile. Il clima è umido, tropicale, con una temperatura media annua di 26,5 °C e una piovosità nell'arco dei dodici mesi di oltre 5000 mm (alcuni autori riportano addirittura 7000 mm e la discrepanza è dovuta all'assenza di dati ufficiali); non esistono mesi in cui le precipitazioni scendono sotto i 150 mm. Inoltre, le numerose correnti calde portate dall'oceano Pacifico hanno un discreto impatto sul clima locale. Un altro dei dati di cui non si dispone riguarda le ore di soleggiamento: per via delle piogge frequenti, esse aumentano nei mesi meno piovosi.
| Dati climatici dell'isola del Cocco | Mesi  | Mesi    | Mesi    | Mesi    | Mesi    | Mesi    | Mesi    | Mesi    | Mesi    | Mesi    | Mesi    | Mesi    | Anno    |
| Dati climatici dell'isola del Cocco | Gen   | Feb     | Mar     | Apr     | Mag     | Giu     | Lug     | Ago     | Set     | Ott     | Nov     | Dic     | Anno    |
| ----------------------------------- | ----- | ------- | ------- | ------- | ------- | ------- | ------- | ------- | ------- | ------- | ------- | ------- | ------- |
| T. max. media (°C)                  | 29    | 30      | 30      | 29      | 28      | 28      | 27      | 27      | 28      | 28      | 28      | 29      | 28,4    |
| T. media (°C)                       | 27    | 27      | 27      | 27      | 27      | 26      | 26      | 26      | 26      | 26      | 26      | 27      | 26,5    |
| T. min. media (°C)                  | 24    | 25      | 25      | 25      | 25      | 24      | 23      | 23      | 23      | 23      | 24      | 24      | 24      |
| T. max. assoluta (°C)               | 32    | 32      | 32      | 32      | 31      | 30      | 30      | 30      | 30      | 30      | 31      | 32      | 32      |
| T. min. assoluta (°C)               | 21    | 20      | 20      | 19      | 19      | 20      | 20      | 18      | 18      | 20      | 19      | 21      | 18      |
| Precipitazioni (mm)                 | 210   | 175     | 210     | 500     | 650     | 550     | 600     | 540     | 580     | 410     | 400     | 300     | 5 125   |
| Giorni di pioggia                   | 11    | 12      | 15      | 14      | 14      | 16      | 16      | 13      | 10      | 8       | 8       | 8       | 145     |
| Umidità relativa media (%)          | 80    | 80      | 80      | 85      | 80      | 80      | 80      | 80      | 80      | 75      | 80      | 75      | 79,6    |
| Pressione a 0 metri s.l.m. (hPa)    | 1 015 | 1 014,5 | 1 013,7 | 1 014,2 | 1 014,4 | 1 014,7 | 1 014,9 | 1 015,4 | 1 015,9 | 1 016,0 | 1 016,8 | 1 015,4 | 1 015,1 |

## Politica
L'isla del Coco divenne ufficialmente parte della Costa Rica il 15 settembre 1869: lo stesso giorno fu issata la bandiera nazionale e quindi utilizzata come colonia penale fino al 1872. Il 12 maggio 1970 il territorio insulare è stato incorporato amministrativamente con il decreto esecutivo numero 27, che lo ha reso l'undicesimo distretto del cantone di Puntarenas nell'omonima provincia. In quanto distretto, all'isola è stato assegnato un codice postale, il cui numero è 60110.
In occasione delle elezioni politiche del 2006 per l'elezione del presidente, dei deputati e dei consiglieri, è stato possibile per la prima volta per 24 dei 33 guardiani del parco esercitare il proprio diritto di voto. La televisione della Costa Rica (Teletica Canal 7) trasmise in diretta le notizie e interviste tramite un collegamento audio-video via internet.

## Economia

### Turismo
I primi tour organizzati sono stati allestiti nel 1980. Quando l'oceanografo francese Jacques-Yves Cousteau si recò per visitarla nel 1994, la definì l'«isola più bella del mondo». La stagione delle immersioni sull'isola del Cocco dura quasi tutto l'anno, in quanto essa si colloca sopra la cintura degli uragani, quindi l'acqua è solitamente calma e limpida. Tuttavia, le acque costiere sono molto insidiose, in quanto la visibilità, la forza e la direzione della corrente possono cambiare in pochi minuti, per cui le immersioni sono consigliate solo a professionisti. Nel dicembre del 2017 una squalo tigre femmina, una specie ricomparsa nelle acque locali nel 2012, a un trentennio di distanza dall'ultimo avvistamento, ha ucciso l'imprenditrice newyorkese Rohina Bhandari che si immergeva nei pressi dello scoglio Manuelita.
L'isola accoglie circa 1 100 persone paganti all'anno e che, per la maggior parte, preferiscono visitarla tra marzo e maggio. Piccole imbarcazioni trasportano i subacquei dal porto di Puntarenas e il viaggio in mare dura circa 36 ore. Per le esigenze dei turisti nelle baie di Chatham e Wafer sono attrezzati ancoraggi, servizi sanitari, bar e docce.
A causa della pandemia mondiale di COVID-19, il parco è stato chiuso a tutti i visitatori nei mesi di aprile e maggio 2020. A giugno è stato aperto ai costaricani e ai residenti, mentre a novembre dello stesso anno è stato riaperto a ogni turista. Grazie ai diversi controlli previsti dal protocollo sanitario nazionale per il piccolo gruppo di guardiaparco, non si è verificato ancora nessun caso di contagio. Gli uomini di stanza sull'isola non hanno contatti con i turisti: tutti i visitatori devono fare un test per verificare l'eventuale positività al coronavirus 72 ore prima di salire a bordo della nave che li porterà a destinazione.

## Ambiente

### Flora

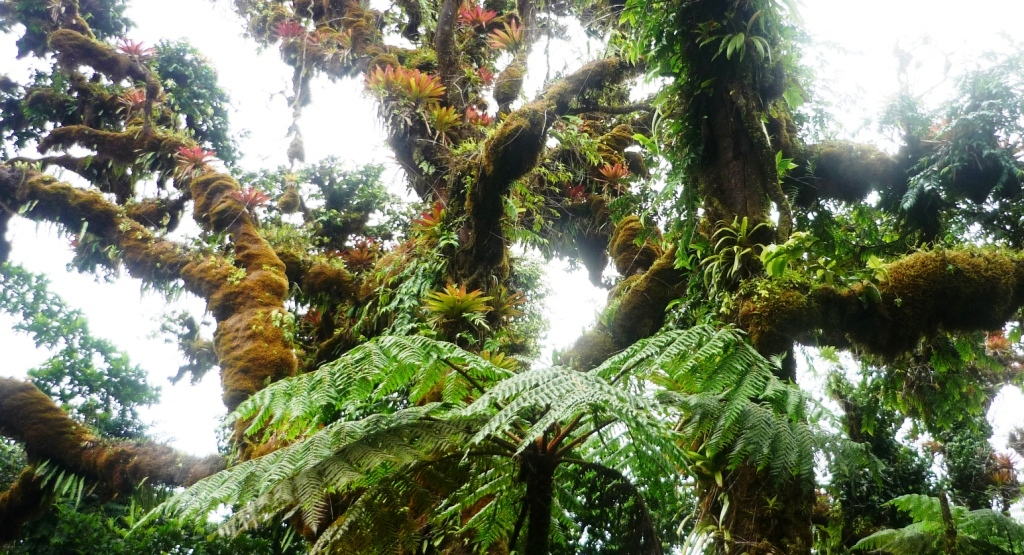
Un dettaglio della foresta pluviale sull'isola

La copertura vegetale è estremamente ricca, per molti aspetti unica: anche per questo motivo il sito è stato dichiarato area protetta e la visita è possibile solo tramite un permesso speciale del governo della Costa Rica. In particolare, 70 delle 235 specie di angiosperme esistenti sono endemiche, ossia si rintracciano esclusivamente su quest'isola. Si contano inoltre 74 specie di equiseti e felci, 128 licheni e muschi, 90 specie di funghi e 41 specie di muffe fungine: lo studio della flora locale è lungi dall'essere completo. La vegetazione è convenzionalmente suddivisa in tre tipologie: costiera, interna e montuosa.
- Costiera: il primo tipo è composto da foreste pluviali tropicali, le quali si ergono lungo le pendici delle montagne costiere fino a circa 50 metri. Le piante principali nella foresta costiera sono l'albero del corallo (Erythrina crista-galli), la palma da cocco (Cocos nucifera) e l'annona liscia (Annona glabra).[28] Il manto erboso è costituito da felci e piante appartenenti alle famiglie Malvaceae e Fabaceae.[86]
- Interna: il secondo gruppo si rintraccia lungo le pendici delle montagne costiere fino a un'altitudine di 500 m e costituisce la copertura vegetale della zona pianeggiante interna. Questo tipo include legno ferro, una delle varietà di avocado (Ocotea insularis) e la varietà locale di cecropia brillianti (Cecropia pittieri). Assai diffuse sono anche le piante epifite, che intrecciano alberi, pendono e trasformano così in un bosco fitto, a tratti impenetrabile, pieno di orchidee, felci, bromelie (la più famosa delle quali è l'ananas), la specie di palma Rooseveltia frankliniana, oltre a diversi muschi. La copertura erbacea è formata principalmente da felci di varie specie, tra cui Cyathea armata e Danaea media.[37]
- Montuosa: la terza tipologia è una foresta tropicale montuosa, le cui piante principali appartengono alla famiglia Myrtaceae.[84]

### Fauna

#### Terrestre

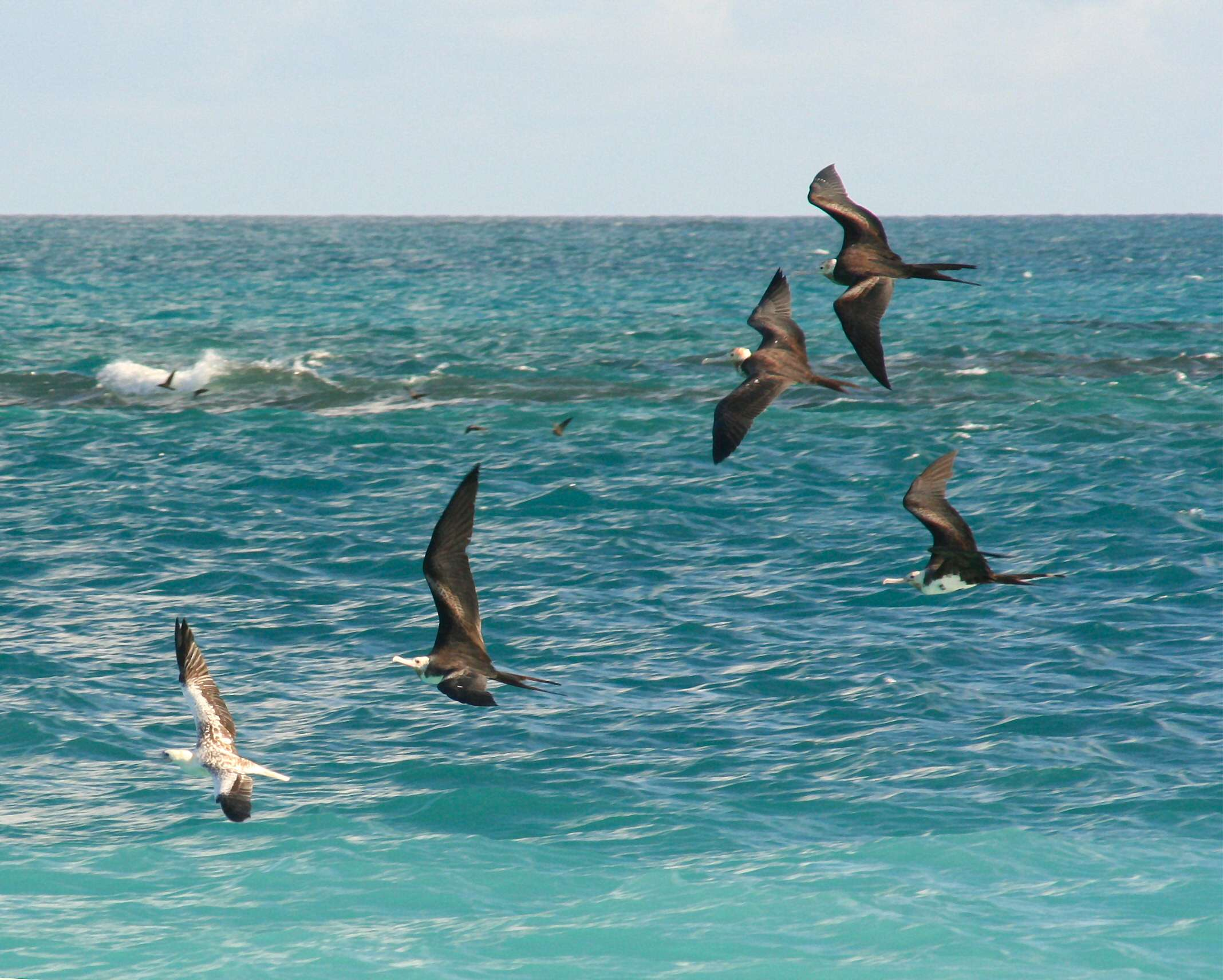
Fregate

L'isola ospita oltre 400 specie di insetti, di cui 65 (circa il 16%) sono endemiche. Le farfalle e le formiche risultano particolarmente numerose e varie, mentre sono inoltre presenti molte specie di ragni (tra i quali è da segnalare il ragno Wendilgarda galapagensis, esclusivo dell'isola del Cocco), oniscidi e miriapodi, alcuni dei quali pericolosi per l'uomo. Anche tra i rettili figurano alcuni serpenti velenosi. L'isola ospita due specie di lucertole, Sphaerodactylus pacificus e Norops townsendii, entrambe endemiche. Non si rintraccia invece la presenza di alcun anfibio.
Circa 90 specie di uccelli nidificano in zona e molti di questi sono uccelli marini: si pensi alla sula fosca (Sula leucogaster), alla sula piedirossi (Sula sula), alla fregata maggiore (Fregata minor), alla sterna bianca (Gygis alba) e alla sterna stolida bruna (Anous stolidus), le quali tendono a sorvolare numerose aree nei pressi della costa. Nell'interno vivono sette specie di uccelli, tre delle quali esclusive: il pigliamosche di Cocos (Nesotriccus ridgwayi), il cuculo di Cocos (Coccyzus ferrugineus) e il fringuello di Cocos (Pinaroloxias inornata).
L'isola è abitata da quattro tipi di mammiferi terrestri, tutti portati dall'uomo: il cervo dalla coda bianca, maiali domestici e selvatici, gatti e ratti. I secondi sono la più grave minaccia alla conservazione dell'habitat, in quanto provocano l'erosione del suolo e contribuiscono alla sedimentazione delle coste. Il governo costaricano sta cercando di controllarne la distribuzione per evitare la distruzione della barriera corallina come conseguenza dei loro comportamenti. I ratti uccidono invece fino al 90% delle covate di uccelli.

#### Oceanica

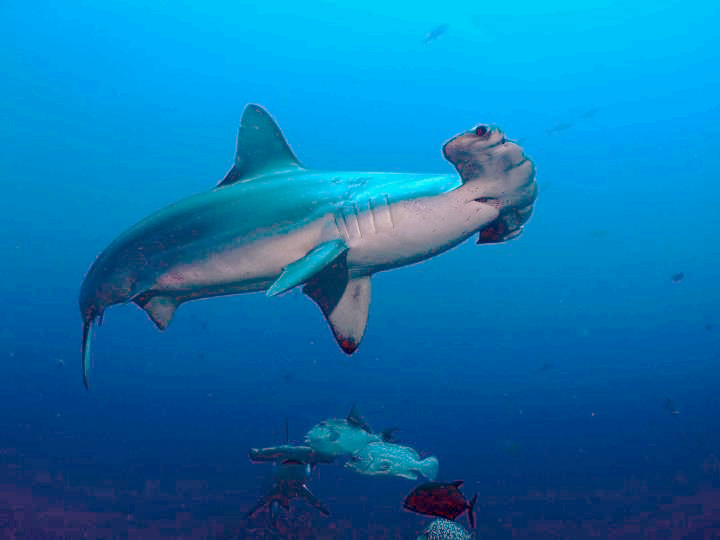
Squalo martello smerlato nelle acque territoriali dell'isola del Cocco

Le calde acque tropicali, le colonie di coralli, le montagne sottomarine e le grotte vulcaniche forniscono riparo e cibo a 600 specie di molluschi e oltre 300 specie di pesci, tra cui il tonno a pinne gialle (Thunnus albacares), la manta gigante (Manta birostris), l'istioforo (Istiophorus platypterus), lo squalo martello smerlato (Sphyrna lewini) e, infine, lo squalo balena (Rhincodon typus), ovvero le due specie più grandi della loro famiglia.
In acque costiere si intravedono anche megattere (Megaptera novaeangliae), globicefali (Globicephala), tursiopi (Tursiops truncatus), leoni marini (Zalophus californianus) e squali pinna bianca del reef (Triaenodon obesus). Le scogliere ospitano polpi, murene, tartarughe embricate (Eretmochelys imbricata), tartarughe verdi (Chelonia mydas) e tartarughe bastarde olivacee (Lepidochelys olivacea), pesci pappagallo e scaridi.

### Aree protette

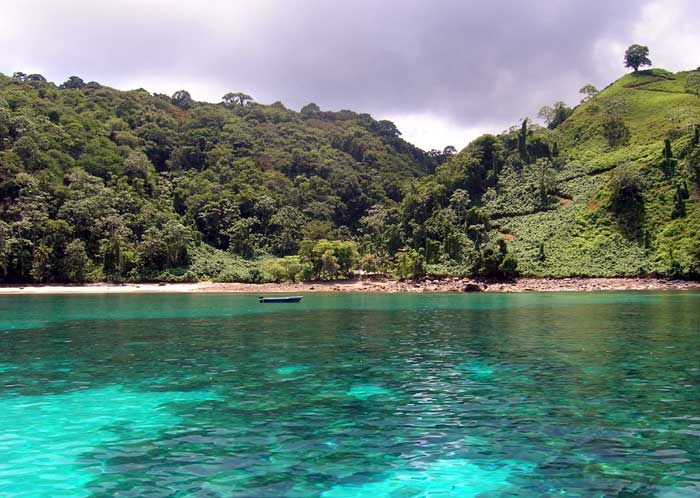
Tratto di costa protetto dell'isola del Cocco

Il Parco nazionale dell'isola del Cocco è stato istituito nel 1998 con decreto dell'UNESCO n. 08748-A. A tale risultato si è arrivati attraverso una serie di tappe intermedie. Nel 1982, lo status dell'isola come area protetta di importanza internazionale è stato sancito dalla legge costaricana n. 6794 (Parque Nacional Isla del Coco). Nove anni più tardi, l'area protetta è stata ampliata dal regolamento UNESCO n. 20260; oltre alla terra emersa, si comprendeva un areale circostante vasto 15 chilometri, dando così luogo all'Area di Conservazione Marina dell'Isola del Cocco. Al parco nazionale fu attribuito lo status di luogo "assolutamente inviolabile": in altre parole, la pesca e ogni altro sfruttamento delle risorse del mare, qualsiasi attività commerciale, industriale o agricola erano vietate sull'isola e intorno a essa. Nel 1995 l'isola e il circondario hanno ottenuto lo status di area protetta dall'UNESCO n. 24652.
La decisione è stata presa in base ai criteri IX («Il sito è un esempio significativo di importanti processi ecologici e biologici in atto nell'evoluzione e nello sviluppo di ecosistemi e di ambienti vegetali e animali terrestri, di acqua dolce, costieri e marini») e X («Il sito presenta gli habitat naturali più importanti e significativi, adatti per la conservazione in situ della diversità biologica, compresi quelli in cui sopravvivono specie minacciate di eccezionale valore universale dal punto di vista scientifico»). L'isola del Cocco è stata annoverata col numero 802 nella lista del patrimonio mondiale dell'UNESCO.
La condizione dell'ecosistema e le regole di permanenza sull'isola sono costantemente monitorate da un gruppo di guardiaparco costaricani che risiedono in due alloggi realizzati nella baia di Chatham (ristrutturati nel 1993) e nella baia di Wafer. Il direttore della riserva, il suo vice e tre amministratori sono responsabili della supervisione dell'ecosistema. Nel periodo 1995-1997, sono stati stanziati 1 040 000 dollari per mantenere l'ambiente intatto e predisporre eventuali misure di sicurezza, con ulteriori 250 000 dollari stanziati per coprire i costi necessari nel 1998. Il 10 aprile 1988 l'isola del Cocco è stata inoltre inserita tra le aree salvaguardate dalla Convenzione di Ramsar con provvedimento numero 940.

#### Biodiversità e minacce
L'isola è unica perché è la sola nell'oceano Pacifico orientale ricoperta da una foresta pluviale tropicale. Le particolari condizioni climatiche, geografiche e geologiche rendono il sito particolare soprattutto dal punto di vista biologico. Inoltre, a causa della distanza dalla terraferma e del basso disturbo antropico, si è sviluppata una barriera corallina costiera incontaminata abitata da molte specie di pesci e molluschi; un gran numero di uccelli marini e migratori continuano a nidificare sull'isola.
La ricerca scientifica viene condotta in maniera costante: si monitorano in particolare gli spostamenti degli uccelli e degli insetti, oltre che approfondire le conoscenze a disposizione sulle piante endemiche. Attualmente, sono altresì in corso ricerche dedicate alla climatologia e all'oceanografia locale.
Insieme alla caccia al tesoro, che ha causato più di qualche danno all'ecosistema incontaminato dell'isola del Cocco, la pesca indiscriminata è attualmente uno dei principali problemi da affrontare da parte di San José. Gli squali sono le specie più in pericolo, poiché la loro carne è considerata una squisita prelibatezza in Costa Rica. Il valore maggiore viene attribuito alle pinne di squalo, poiché da esse si prepara un particolare tipo di zuppa. Nel porto di Puntarenas, le pinne sono facili da vendere, per cui la maggior parte dei bracconieri locali interessati ad arricchirsi in maniera rapida taglia le pinne degli squali catturati, gettando poi le carcasse fuori bordo. Il problema del bracconaggio è aggravato dal fatto che il governo della Costa Rica, nel tentativo di salvare l'ambiente sottomarino, ha tagliato del 50% la pesca nelle baie costiere, e i pescatori senza profitto si stanno gradualmente avvicinando all'isola. La situazione è ulteriormente resa più complicata se si considera che i residenti costieri non hanno altre fonti di reddito e le famiglie sono tradizionalmente numerose sulla costa pacifica. Con le reti confiscate ai pescatori di frodo è stato realizzato un ponte.
In circostanze misteriose, Marvin Orlando Cerdas, un giudice della corte di giustizia locale di Puntarenas, ha consentito a 22 bracconieri sorpresi in flagranza di reato di allontanarsi dal Paese nel 2008. In condizioni altrettanto sospette, il procuratore distrettuale Michael Morales Molina ha fermato l'asta per i beni confiscati immediatamente dopo che il portavoce della grande nave di bracconaggio illegale Tiuna ha fatto richiesta di accedervi.

## Nella cultura di massa

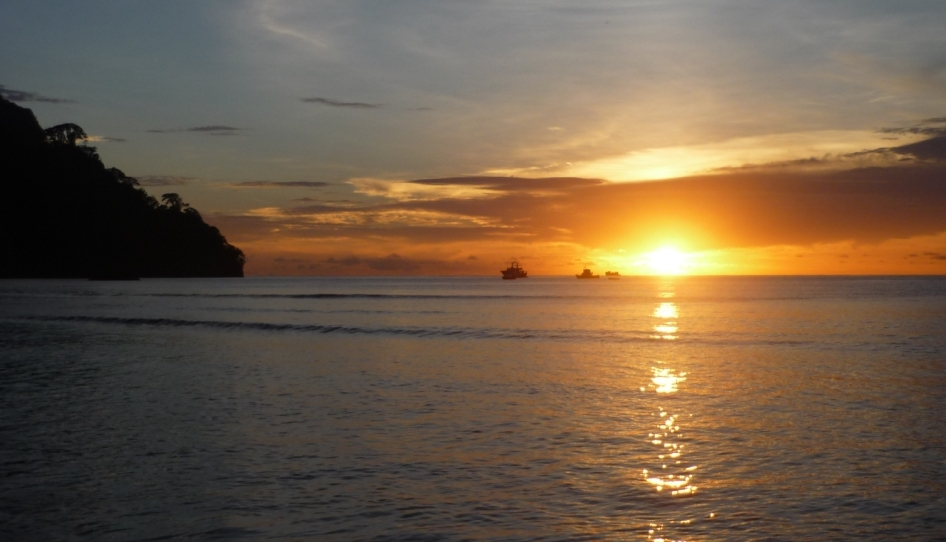
Tramonto presso la baia di Wafer

Nel romanzo poliziesco Il mistero del drago di S. S. Van Dine del 1933, alcuni dei personaggi principali hanno partecipato in passato a una spedizione sull'isola del Cocco alla ricerca del tesoro del capitano Thompson; in alcune conversazioni si accenna alla topografia dell'isola e si fanno ipotesi sulla possibile ubicazione del tesoro.
Il tesoro di Cocos, romanzo del 1950 di Hammond Innes, descrive l'isola e il tesoro sepolto: la storia racconta di un equipaggio ribelle a bordo di una spedizione per la Costa Rica, partito dall'Inghilterra, che si reca sull'isola del tesoro.
Alcuni ritengono che essa sia inoltre stata fonte d'ispirazione per Daniel Defoe nel suo romanzo Robinson Crusoe, con la sola differenza che invece dell'oceano Pacifico, il luogo immaginario era situato nell'Atlantico. Si pensa inoltre che l'isola del Cocco generò in Robert Louis Stevenson lo stimolo necessario a comporre la sua opera L'isola del tesoro.
Gli eventi del romanzo Jurassic Park di Michael Crichton si svolgono sull'isola immaginaria di Nublar, sulla costa pacifica della Costa Rica, verosimilmente uno pseudonimo che indicava invece l'isola del Cocco. Nella prima scena del film Jurassic Park si vede un piccolo elicottero che sorvola un'isola coperta di lussureggiante foresta, con ripide vette che scendono a picco nelle limpide acque azzurre. Tale luogo è l'isola del Cocco e quella scena ha trasformato il parco nazionale più remoto della Costa Rica in una delle mete più ambite dell'immaginario collettivo.